# Borač (Csehország)
Borač község Csehországban, Brno-vidéki járásban. Borač Lomnice, Štěpánovice, Ochoz u Tišnova, Kaly, Pernštejnské Jestřabí és Doubravník településekkel határos. Lakosainak száma 351 fő (2024. január 1.).

## Népesség
A település lakosságának változását az alábbi diagram mutatja:
| Lakosok száma | 436  | 436  | 394  | 427  | 348  | 300  | 353  | 349  | 350  | 351  |
|               | 1869 | 1890 | 1921 | 1950 | 1980 | 2001 | 2017 | 2019 | 2022 | 2024 |